# Estación Auditorio (Guadalajara)
Auditorio es la primera estación de la Línea 1 del Tren Ligero de Guadalajara en sentido norte a sur, y la vigésima en sentido opuesto. Esta estación es subterránea.
Esta estación se encuentra bajo el cruce de la Calzada Federalismo con la Calle Tratado de Tlatelolco, en el municipio de Zapopan. Su construcción se realizó junto con la de una rampa que sale a la superficie, la cual es usada como estacionamiento de trenes y como retorno para cambiar de sentido sur-norte al sentido opuesto. Esta nueva estación es la nueva terminal de la Línea 1 y forma parte del proyecto de renovación y expansión de dicha línea.
La estación estuvo terminada desde hace más de año y medio y fue inaugurada el 22 de noviembre de 2018 .
Aunque, el 26 de noviembre del 2018 hubo una falla durante el cambio de vías que se encuentra más adelante de la estación, por lo que fue cerrada para reparar los cambio de vías, y fue abierta de nuevo el 28 de noviembre del 2018.
Dicha estación se encuentra cerca de las colonias Arroyo Hondo y Tabachines, por lo que servirá para desahogar una zona en crecimiento de la ciudad. El logotipo de la estación es una imagen estilizada del Auditorio Benito Juárez del que toma su nombre y el cual es sede de las Fiestas de Octubre de Guadalajara.

## Puntos de interés
- Auditorio Benito Juárez (Fiestas de Octubre)
- Mercado Municipal Auditorio
- Dirección General de Seguridad Pública, Protección Civil y Bomberos Zapopan

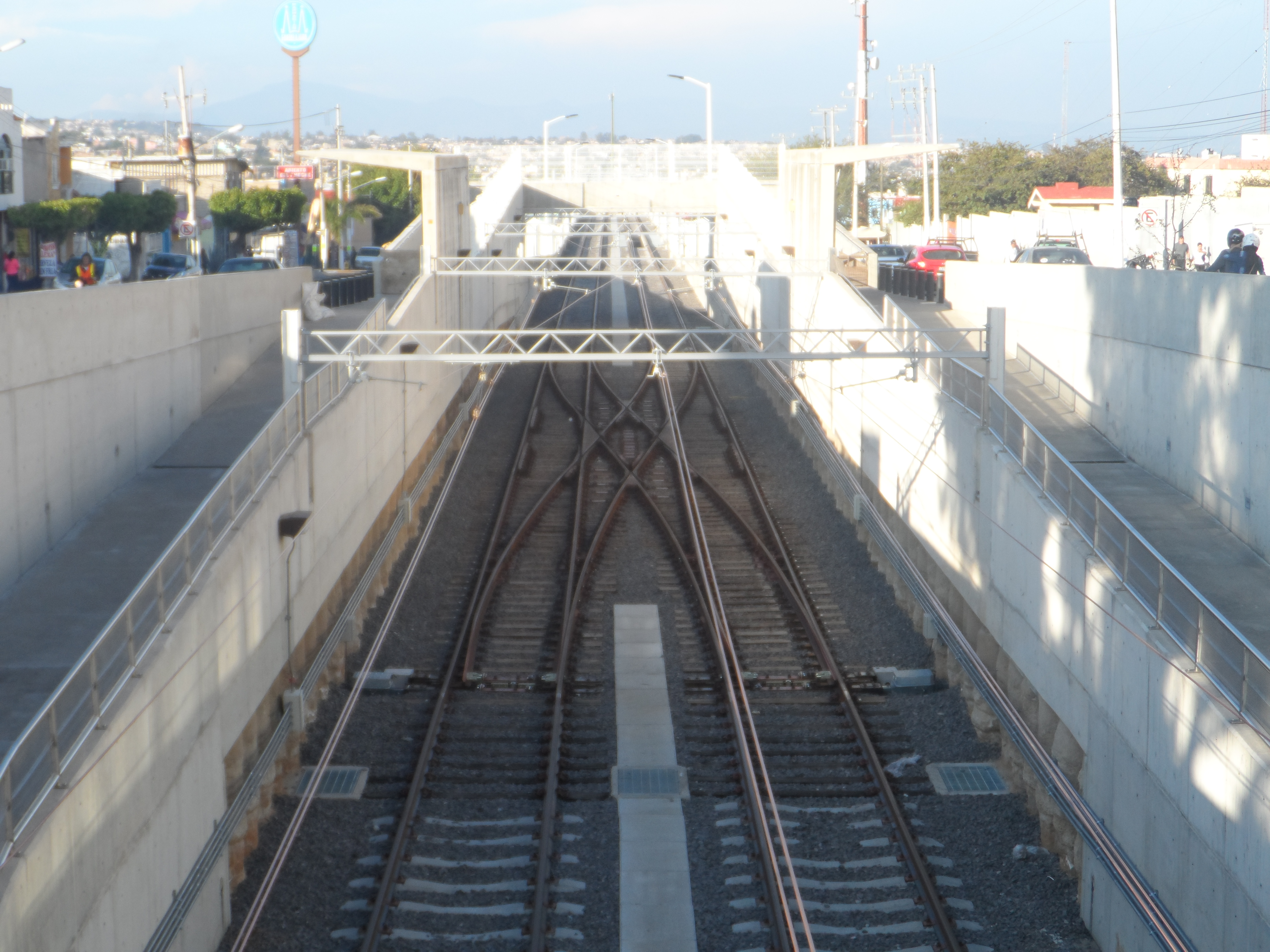
El estacionamiento norte de la Línea 1, junto a la estación Auditorio.

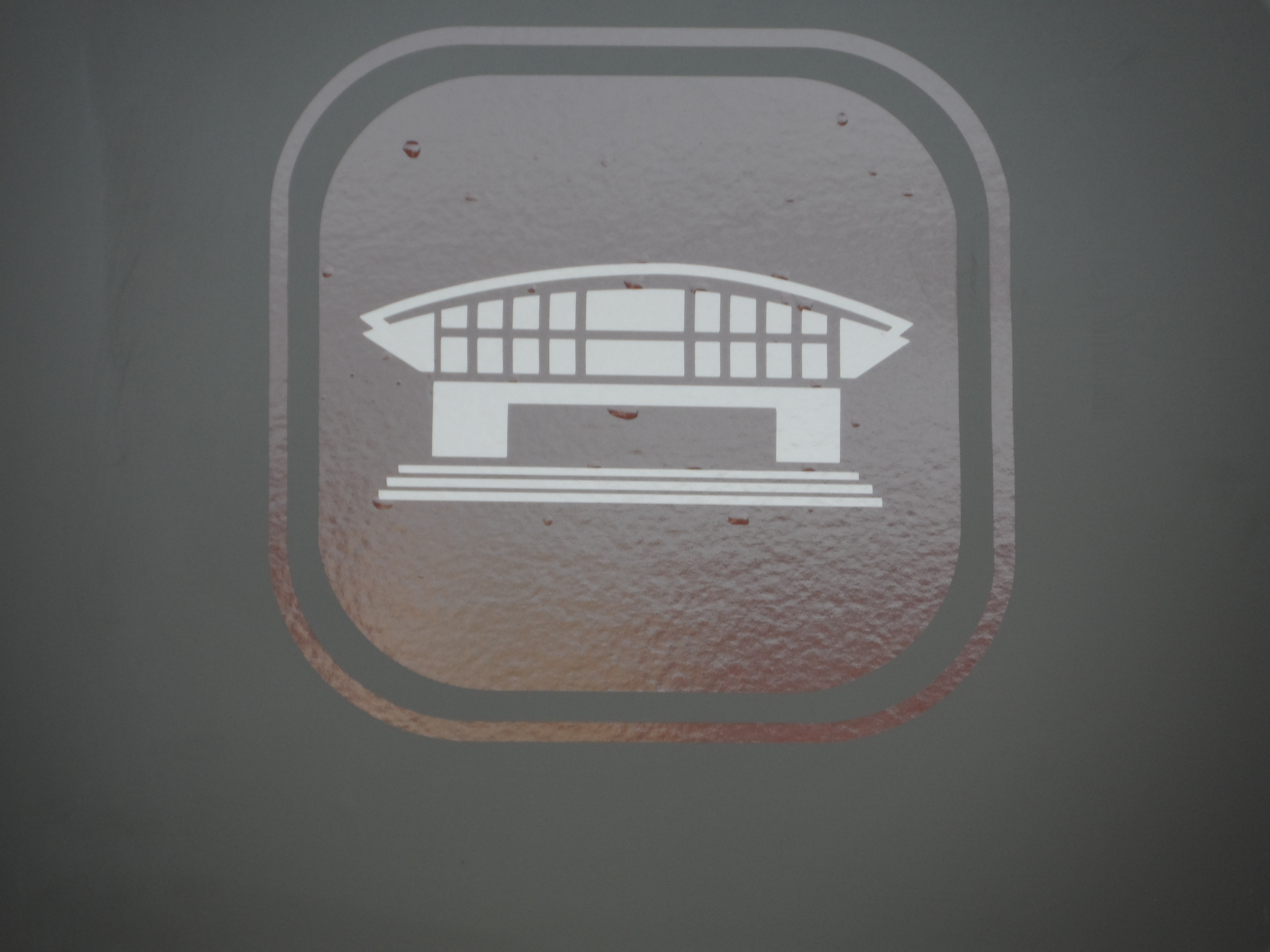
Logotipo de la estación Auditorio.

- Cruz Verde Federalismo
- Carretera Libre a Saltillo